# VA-111 Chkval
Pour les articles homonymes, voir Chkval.
La VA-111 Chkval (en russe : шквал, signifiant « rafale ») est une torpille russe. Grâce à l'utilisation du phénomène de supercavitation, elle peut atteindre des vitesses extrêmement élevées (500 km/h). Cependant, la vitesse et le bruit générés imposent un fonctionnement plus proche d'une roquette sous-marine, en tir tendu, que de celui d'une torpille traditionnelle, et la portée est relativement réduite (entre 7 et 13 kilomètres, selon les versions).

## Description
La construction de tels engins reste un secret jalousement défendu par les armées mais dans le cas de la torpille VA-111 Chkval, on sait que la torpille envoie une partie des gaz qui s'échappent de ses tuyères en direction de son nez, ce qui permet de maintenir une bulle stable de forme adéquate. Le nez du projectile est relativement plat et le corps de l'arme possède plusieurs ailettes destinées à la stabiliser.
Un incident avec ce type d'arme pourrait être à l'origine du naufrage du sous-marin Koursk. Les torpilles-fusées à supercavitation utilisent un carburant très dangereux et hautement instable à base de peroxyde (exemple de formule : peroxyde et méthanol CH3OH ~ 57 % sur hydrate d'hydrazine N2H4•H2O ~ 30 % sur poids d’eau H2O ~ 13 % idem).
De nos jours, seuls les Russes utilisent encore ce produit comme carburant dans des armes expérimentales dont la Chkval. Le 16 juin 1955, les Britanniques ont le même problème avec le même type de propulsion pour torpilles entraînant la perte du sous-marin HMS Sidon. L'une des « Fancy » à charge inerte voit son propulseur se déclencher dans le tube, entraînant un incendie et un dégagement intense de gaz toxiques. Treize hommes sont tués et huit autres grièvement blessés. L'équipage réussit in extremis à s'extraire du bâtiment et est secouru par un navire d'escorte ; le sous-marin est perdu. La commission d'enquête établit que le peroxyde utilisé par ces torpilles-fusées expérimentales était à l'origine de l'explosion. Le programme de torpilles-fusées est donc abandonné. 
En 2005, l'entreprise Diehl a présenté, pour la marine allemande, la Superkavitierender Unterwasserlaufkörper, une torpille d'une vitesse de plus de 200 nœuds (370 km/h), utilisant les mêmes procédés mais qui reste téléguidée.
Son évolution sera la torpille Khishchnik, encore à l'état de projet.

## Fabrication
Les VA-111 Chkval sont fabriquées au Kirghizistan par une usine d’État. En 2012, le gouvernement russe demande 75 % du capital de l'usine en échange de l'effacement d'une importante dette du Kirghizistan à la Russie.

## Espionnage
En 2000, l'ancien officier de l'Office of Naval Intelligence et espion supposé de la DIA, Edmond Pope (en) est arrêté, jugé et condamné pour espionnage en Russie pour les informations qu'il avait acquises à propos des torpilles Chkval. Le président de la fédération de Russie Vladimir Poutine le gracie en décembre 2000 pour des raisons humanitaires (Pope souffre alors d'un cancer des os),.

## Opérateurs militaires
- Iran Hoot (torpille)

## Galerie

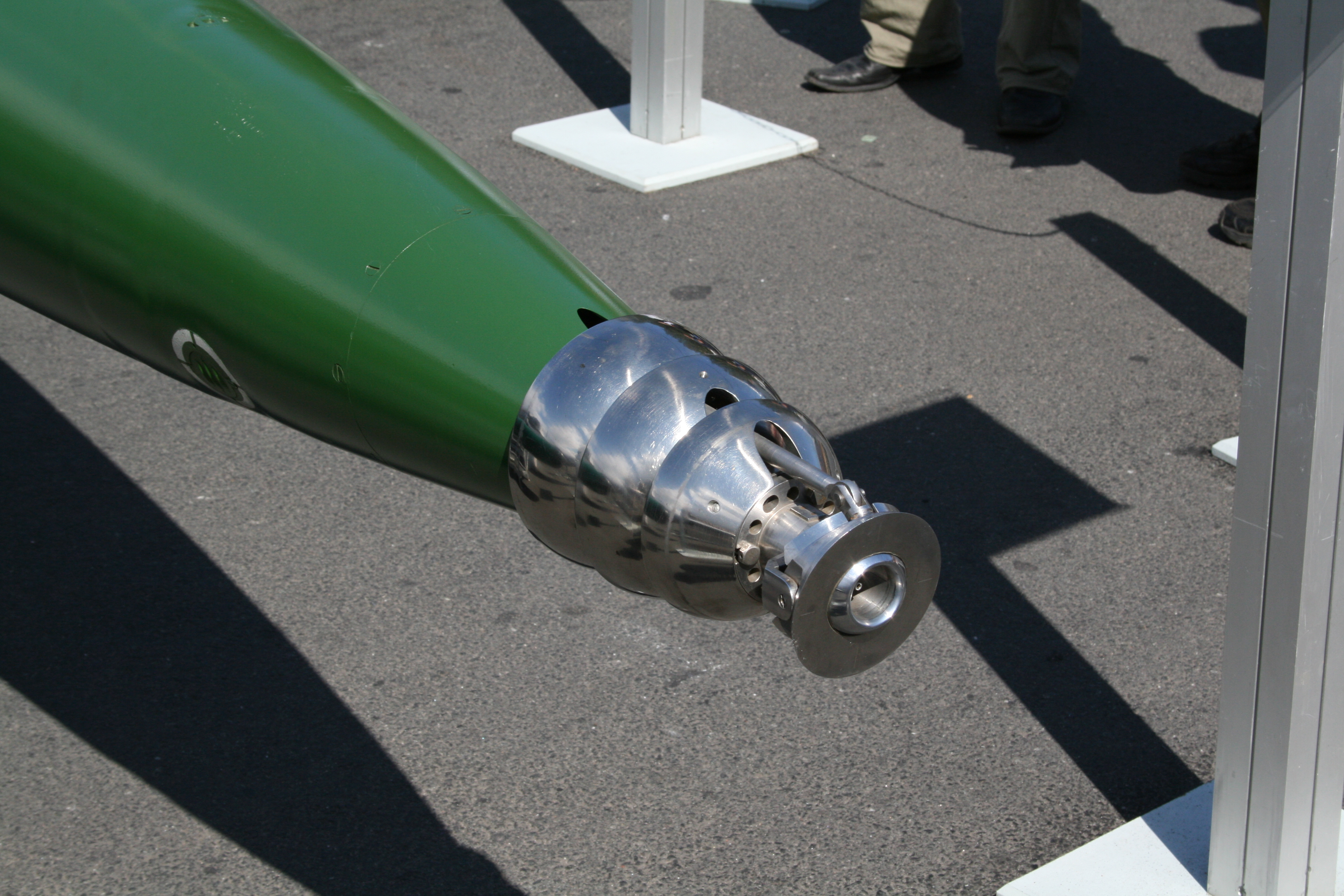
Détail du nez.
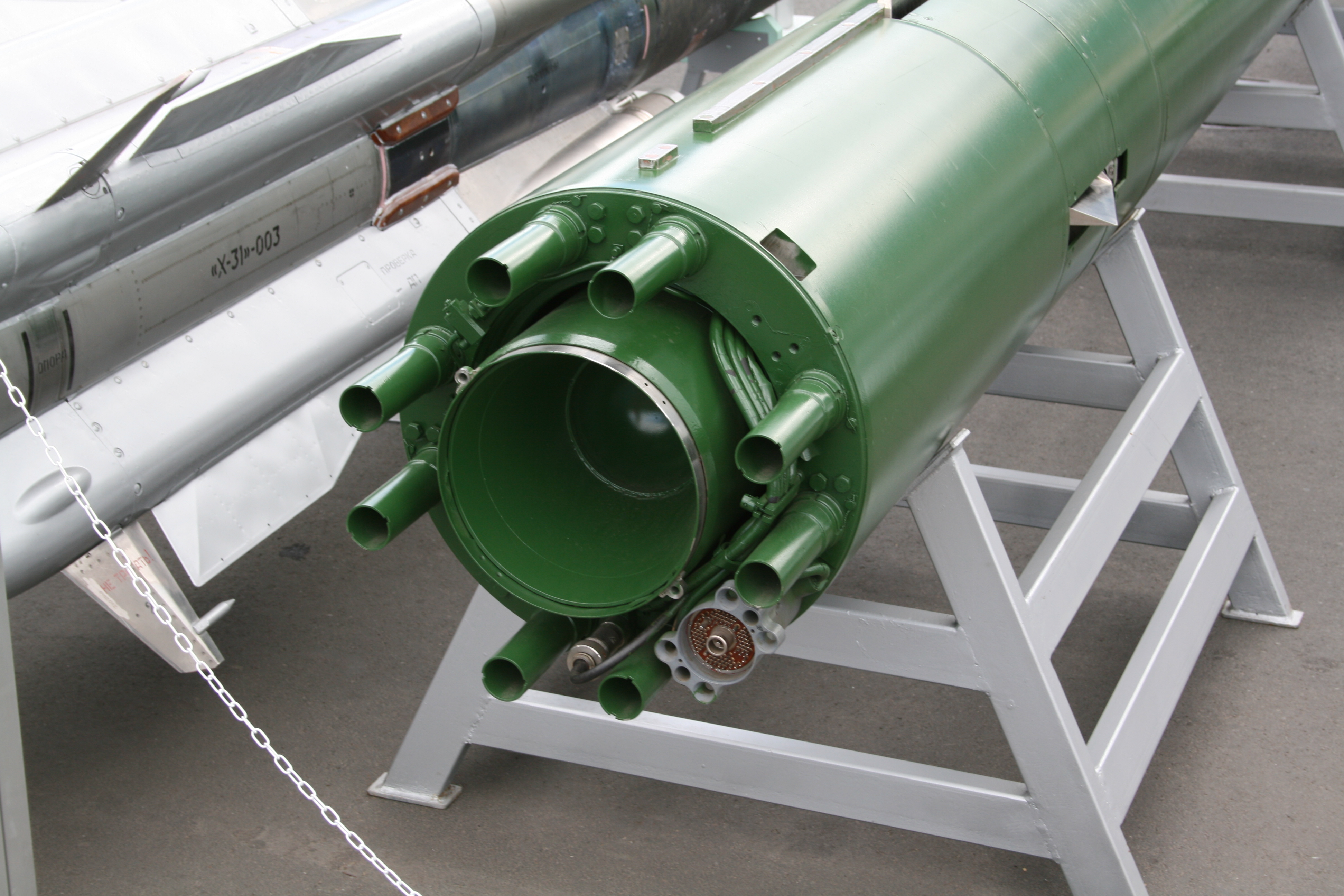
Détail de l'arrière.